# Битва при Артахе
Битва при Арта́хе — сражение между армией крестоносцев под командованием Танкреда Тарентского, регента Антиохии, и турками-сельджуками во главе с Фахр аль-Мульк Радваном в 1105 году, завершившееся победой крестоносцев.

## Предыстория
После крупного поражения крестоносцев в битве при Харране в 1104 году все антиохийские крепости к востоку от реки Оронт были брошены. Для того, чтобы добыть новые подкрепления для крестоносцев, Боэмунд I Антиохийский отправился в Европу, оставив Танкреда Тарентского в качестве регента Антиохии. Регент стал терпеливо возвращать потерянные замки и восстанавливать укрепления.

## Битва
Танкред Тарентский осадил замок Артах в 25 км к северо-востоку от Антиохии. Когда Фахр аль-Мульк Радван попытался снять осаду, Танкред Тарентский дал ему бой и разбил войско Алеппо. Франкский князь, как предполагается, выиграл сражение благодаря «умелому использованию пространства». Крестоносцы смогли получить тактическое преимущество, используя тактику притворного отступления. Больше о сражении ничего не известно.

## Последствия
После победы Танкред Тарентский продолжил свои завоевания к востоку от Оронта, встречая незначительное сопротивление. Следующими крупными битва в северной Сирии были битвы при Шайзаре в 1111 году и битва при Сармине в 1115 году.